# Jacques Careuil
 (octobre 2023).
Si vous disposez d'ouvrages ou d'articles de référence ou si vous connaissez des sites web de qualité traitant du thème abordé ici, merci de compléter l'article en donnant les références utiles à sa vérifiabilité et en les liant à la section « Notes et références ».
Jacques Careuil, nom de scène de Guido Neulinger, né le 8 août 1935  à Berchem-Sainte-Agathe, est un animateur belge de la radio et de la télévision nationale francophone RTB puis RTBF.
Il est aussi acteur de théâtre, de cinéma et assure les voix de nombreux personnages pour la jeunesse. Il donne sa voix à Tintin, dans le dessin animé Tintin et le lac aux requins, pour Petite Abeille ou encore pour le chaton Musti créé par Ray Goossens
,. 
Entre 1966 et 1978 — la télévision de service public est alors en situation de monopole —, il présente avec André Remy l'émission Feu vert, qui égaye alors les mercredi après-midi de la jeunesse francophone de Belgique, ainsi que le jeu familial Voulez-vous jouer ? avec Albert Deguelle (1975-1980),,.

## Biographie

### Carrière
Comédien du Rideau de Bruxelles dès 1956, il se produit au Théâtre du Parc, au Théâtre national, au Théâtre des Galeries, au Théâtre du Gymnase ainsi qu'à l'opéra-studio du Théâtre royal de la Monnaie avant de bifurquer vers la radio et la télévision où il fait ses débuts dans une dramatique enfantine, Il était un petit navire, diffusée dans l'émission « Les 1001 jeudis ». Sous le pseudonyme « Bernard », il co-présente avec l'animatrice Lisette, l'émission enfantine Pom d'Api, produite par Marion, diffusée le lundi en avant-soirée et ce, jusqu'en 1964 suivi par l'émission intitulée Badaboum toujours produite par Marion et animée en compagnie de Lisette et Ralph Darbo et ce, jusqu'à l'automne 1966 et les débuts de Feu Vert.
Il anime, en compagnie de Lisette, l'émission diffusée entre 19h00 et 19h30 pendant l'été 1965 Petit Écran, émission produite par Marion.
Entre 1963 et 1965, il présente, à la télévision, une émission de Georges Renoy et André Berger diffusée le mercredi à 19 h intitulée Flash sur… qui parle de différents sujets de société.
En 1964 et 1965, en alternance avec Jacques Mercier, il présente, à la radio, les émissions de soirée du week-end Entrée libre.
En mai 1967, il tient au Théâtre royal du Gymnase de Liège, le rôle principal de la pièce Thé et Sympathie où il joue le rôle d'un étudiant américain, Tom, pièce de Robert Anderson « cotée enfants non admis », qui dépeint la façon dont l'amour est perçu dans les universités américaines. Tom, étudiant non conformiste, sensible puis calomnié par tout le collège. La pièce est diffusée sur le 1er programme de la radio.
À partir du 2 octobre de la même année, il présente sur le 2e programme de la radio RTB les émissions diffusées en début de matinée, en remplacement de l’animateur Gérard Valet.
Il se voit attribuer « le Prix du Sourire 1967 » décerné par le « Club du spectacle » et remis « lors d'une petite cérémonie » par le chanteur Salvatore Adamo en avril 1968.
En 1969, il co-présente avec la speakerine Monique Delannoy ou Dominique depuis une ville de Wallonie, le jeu créé par Bob Jacqmain, « Feux Croisés ». La même année, il joue son propre rôle dans un numéro de la série Télé-Mystères intitulé Crimes à vendre, diffusé à la RTB.
Après avoir été le narrateur de la série animée « Petite abeille » et prêté sa voix pour le chaton « Musti », personnage créé par le graphiste belge Ray Goossens en 1969, il anime à partir du 2 janvier 1970, en avant-soirée, une émission pour les tout petits Ma petite sœur coquine. Il interprète en compagnie de la chanteuse Nicole Jacquemin, « Chantons l'alphabet » sur la musique et les paroles de Janine Gollier. 
En novembre 1970, il interprète à l'Opéra royal de Liège, L'Histoire du Soldat en compagnie d'André Gevrey comme récitant (la pièce est jouée à Charleroi et à Liège en janvier 1971). À la même époque, il produit une émission diffusée en avant-soirée après « Feu Vert », « Un enfant parmi tant d'autres ».
En août 1972, est diffusée à la télévision, la pièce de théâtre de Bayard Veiller Le Procès de Marie Dugan, où il joue en compagnie d'André Gevrey, Claude Vignot, Denis Daniel…
À la même époque, il présente l'émission Tempo diffusée le mercredi en avant-soirée après la diffusion de Feu vert, émission de Louis Verlant , où l'on évoque des faits de société. En 1973-1974, il joue au Théâtre d'Art, La Corde, pièce de Patrick Hamilton en compagnie de Louis Verlant et Claude di Maggio. Il prête sa voix pour le personnage « Tip et Tap » — les aventures de 2 chiots créées par le scénariste Raoul Cauvin.
Le 28 mai 1974, il coprésente aux côtés de Paule Herreman et Michel Lemaire, l'édition belge des Jeux sans frontières en direct depuis Bouillon.
À la fin de l'été 1978, il quitte la co-présentation de Feu vert. La même année, il tient, pour la télévision, le rôle d'un animateur de radio anglaise Radio Sugar accompagné par une jeune comédienne qui joue le rôle d'une jeune auditrice fan des Beatles.
En 1995, il anime L'Énigme du cristal avec Sam Touzani. Entre les doublages de films, les publicités radiodiffusées, les bandes annonces télévisées, narrateur des reportages pour la télévision scolaire et les services Audiotel, il prête également sa voix au personnage de Tintin dans le dessin animé Tintin et le Lac aux requins.

### Vie privée
Jacques Careuil a notamment partagé la vie du comédien Serge Michel, avant de s'installer à Ibiza, avec un autre compagnon, Guy, aujourd'hui[Quand ?] décédé, avec qui il a eu un élevage de chèvres et un magasin de décoration ; depuis 2005, il vit avec Lang, son conjoint thaïlandais,.

## Filmographie
- 1960 : Le Médium (téléfilm)
- 1961 : La Tricheuse : Armand
- 1969 : Crimes à vendre - Télé-Mystères : téléfilm : son propre rôle
- 1972 : Tintin et le Lac aux requins : Tintin (voix)